# Dornier Merkur
El Dornier Merkur (código interno Do B) era un avión de transporte civil monomotor fabricado en Alemania por la firma Dornier Flugzeugwerke en Friedrichshafen. Fue el desarrollo final del anterior tipo de transporte civil Dornier Komet; la aerolínea Deutsche Luft Hansa fue la compañía que utilizó el mayor número de estos aviones, incluyendo algunos Komet III convertidos.

## Diseño y desarrollo
El Dornier Merkur era un desarrollo del Dornier Komet III. Un monoplano monomotor de amplio fuselaje, un tren de aterrizaje fijo con patín de cola y ala sostenida sobre el fuselaje por cuatro cortos montantes. Podía acomodar de seis a ocho pasajeros en su interior y una tripulación de dos miembros en una cabina abierta situada debajo del ala inmediatamente debajo del  borde de ataque y desplazada hacia babor. La principal deficiencia del Komet III era debida a la baja potencia del motor Rolls-Royce Eagle IX instalado (360 HP). Esto se debió a las restricciones impuestas por la Comisión de Control Aeronáutico Inter-Aliado referentes a los motores y potencias permitidas en los aviones alemanes, una de las cláusulas reflejadas al término de la I Guerra Mundial en el Tratado de Versalles. Al suavizarse las limitaciones mencionadas, el Dornier Komet III (registro D-815) se utilizó como prototipo, en el que se instaló en 1925 un motor de 12 cilindros en V BMW IV . De hecho, la planta motriz determinó la diferencia entre las versiones Merkur I y Merkur II, ya que el primero estaba propulsado con un BMW IV sin reductor mientras que el segundo llevaba un BMW VI de 612 hp (456 kW) con reductor . Debido al mayor peso del motor y potencia, fue necesario reforzar la célula y ubicación del radiador frontal; se instaló uno ventral, así como se incrementó ligeramente su envergadura y el timón de cola. Realizó su primer vuelo el 10 de febrero de 1925.
Un Merkur (registro D-1087) recibió un motor Junkers L5 con una potencia de 349/280 hp; a consecuencia del aumento de peso en comparación con el BMW VI, esta combinación no fue satisfactoria, por lo que el motor fue retirado.

## Historial operativo

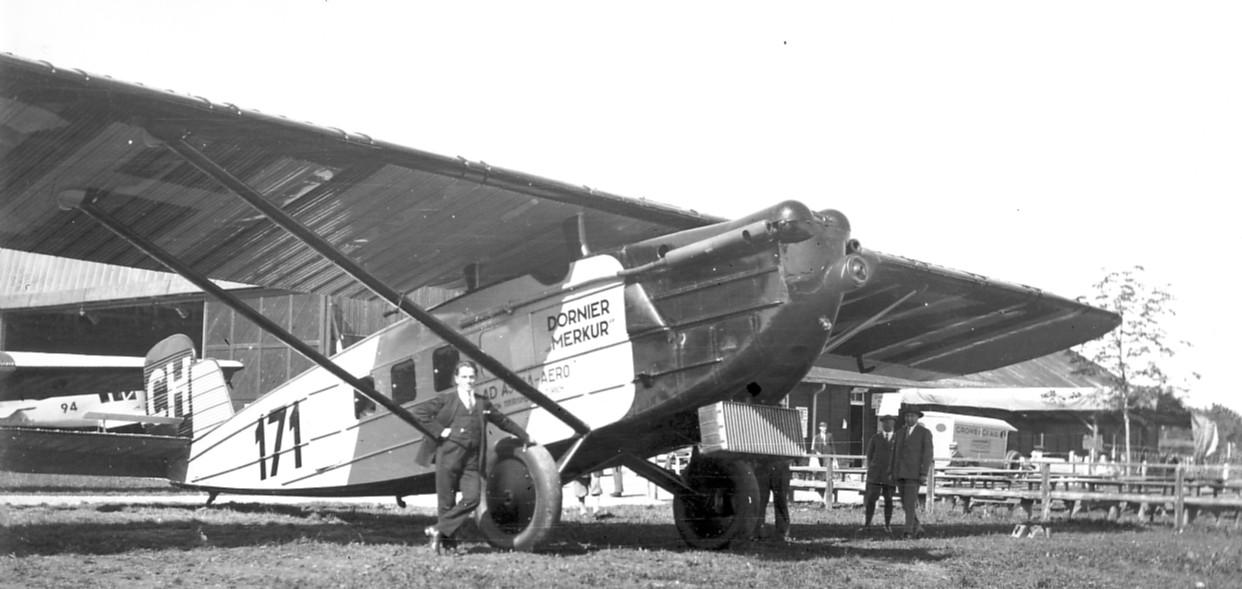
Dornier Merkur CH-171 de Ad Astra Aero

Entre 24 y 29 de junio de 1926, un Merkur pilotado por Walter Mittelholzer y Georg Zinsmaier estableció siete récords mundiales,uno de ellos, cubriendo una ruta de 7000 km de Friedrichshafen - Berlín - Königsberg - Moscú - Tiflis - Bakú - Járkov sin incidentes.
También, Mittelholzer con el Merkur Do B-Is CH-171 Switzerland especialmente equipado realizó una expedición africana; el fuselaje fue convertido en un salón dormitorio para una tripulación de cuatro hombres, así como un cuarto oscuro. El vuelo comenzó el 17 de diciembre de 1926 desde Zúrich; después de 78 días y con una distancia total de vuelo de 20 000 km (tiempo de vuelo: 97,5 h) el avión aterrizó en Ciudad del Cabo el 20 de febrero de 1927.
Los primeros ocho aparatos vendidos en 1925 a la aerolínea Deutsche Aero-Lloyd AG. eran Dornier Komet III que fueron reconvertidos a Merkur I cuando fueron transferidos a Deutsche Luft Hansa AG en 1926. En 1927, Luft Hansa abrió una conexión de vuelo con Merkur a través del Hindú Kush desde Taskent a Kabul y realizó la primera conexión nocturna regular desde Berlín a Königsberg . El principal comprador de este avión fue Luft hansa con 30 aviones, aunque la aerolínea germano-soviética Deruluft también utilizó el Merkur en sus rutas desde Moscú. 
En 1928, Kawasaki importó un Dornier Merkur de Alemania, que se utilizó por el Servicio Aéreo del Ejército Imperial Japonés. En 1931, después del estallido del Incidente de Mukden , el ejército ordenó a Kawasaki que modificara este avión para el servicio de ambulancia. Este aparato fue designado como Aikoku No. 2 (あ い こ く 2 en japonés) visible en el costado del fuselaje; finalmente fue destruido durante de la Invasión rusa en Manchuria en 1945. 
Se construyeron un total de 50 Merkur, muchos de los cuales volaron en Bolivia, Brasil, Chile, Colombia, Japón, Suiza la URSS y Yugoslavia. 

## Usuarios
Alemania
- República de Weimar
- Deutsche Aero Lloyd
- Deutsche Luft Hansa
- Deutsche-Russische Luftverkehrs - Deruluft
- Deutsche Verkehrsfliegerschule (DVS) (Escuela Alemana de Aviación)
- III Reich
- Reichsluftfahrtministerium (RLM)

 Brasil
- Condor Syndikat

 Bolivia
- Lloyd Aéreo Boliviano

 Chile
- Aviación Naval de Chile
- Aviación Militar

 Colombia
- Aviación Militar
- SCADTA

 Japón
- Servicio Aéreo del Ejército Imperial Japonés

 Suiza
- Ad Astra Aero

 Unión Soviética
- Dobrolet
- Deruluft
- Ukrwosduchputj
- Aeroflot

 Yugoslavia
- Marina Real Yugoslava

## Especificaciones técnicas (Merkur II)
Referencia datos: Enciclopedia Ilustrada de la Aviación: Vol.6 - pág. 1495, Edit. Delta, Barcelona 1984 ISBN 84-85822-60-9

### Características generales
- Tripulación: 2
- Capacidad: 6
- Longitud: 12,85 m
- Envergadura: 19,60 m
- Altura: 3,56 m
- Superficie alar: 62,00 m²
- Peso vacío: 2780 kg
- Peso máximo al despegue: 4100 kg
- Planta motriz: 1× motor de 12 cilindros en V BMW VI.
  - Potencia: 456 kW (629 HP; 620 CV)
- Hélices: bipala de madera laminada

### Rendimiento
- Velocidad nunca excedida (Vne): 190 km/h
- Velocidad crucero (Vc): 160 km/h
- Alcance: 700 km
- Régimen de ascenso: 15,6 min a 2 000 m

## Aeronaves de características, uso y época similares
- B.F.W. M-18
- Dornier Komet
- Fokker F.II
- Hamilton H-47
- Junkers F 13
- Potez 29